# Amalgama (química)
Una amalgama és una substància formada per la reacció química del mercuri amb un altre metall. Gairebé tots els metalls poden formar amalgames amb el mercuri, amb la notable excepció del ferro i el platí. L'amalgama de plata i mercuri són importants en estomatologia (dentistes) i l'amalgama d'or i mercuri es fa servir per a l'extracció d'or de les menes d'or.
L'origen de la paraula amalgama prové del llatí medieval (on es deia també amalgama) i significava "aliatge de mercuri (especialment amb or o plata)" que potser és una alteració del llatí clàssic malagma "emplastre de guix," probablement procinent de l'àrab al-malgham "un cataplasma emol·lient o un ungüent pels als dolors (especialment calent)", potser del grec malagma "substància estovant," de malassein "estovar" de malakos "tou".

## Característiques
Les amalgames poden ser:
- Líquides, quan predomina el mercuri
- Sòlides, quan aquest es troba en elles en menor quantitat que el metall al qual està unit

Totes són blanques, brillants i susceptibles de cristal·litzar. Exposades a l'aire, les formades per metalls oxidables s'alteren amb promptitud; la calor les descompon a totes volatilitzant el mercuri, el qual pot induir enverinament per mercuri en la majoria dels éssers vius. L'àcid nítric obra per mitjà d'una dolça calor sobre totes les amalgames, dissol el mercuri de vegades amb els metalls amb què està unit, altres vegades oxidant-los només i separant-los en l'estat d'òxids i finalment, respecte als que són inalterables per aquest àcid, n'hi ha eliminació a conseqüència de la dissolució del mercuri a l'àcid nítric que passa a l'estat de protonitrat o deutonitrat àcid.

## Classificació

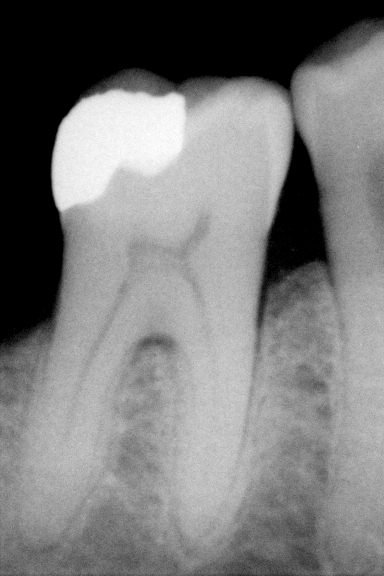
Radiografia d'una amalgama odontològica

Les amalgames d'ús més freqüent a les arts han estat:
- Amalgama de bismut. El mercuri forma amb el bismut una combinació en part líquida i en part cristal·litzada, que passa a ser completament fusible a una temperatura poc elevada. Es prepara directament afegint-hi una part de bismut fos. a 4 parts de mercuri escalfat a prop de 300°. S'ha emprat per estanyar els globus de vidre i donar-los així una aparença metàl·lica.
- Amalgama de dentistes. Vegeu Amalgama (odontologia)
- Amalgama elèctrica. Barreja sòlida de mercuri i d'estany que servia per fregar les peces de les màquines elèctriques. Els constructors d'aquestes màquines i tots els fabricants d'instruments de física lliuraven normalment les boles d'amalgama als consumidors.
- Amalgama d'estany. Aquest barreja format per tres parts de mercuri i una part d'estany és tou, brillant i cristal·litza fàcilment en vidres cúbics: en parts iguals és molt sòlid. Aquesta amalgama serveix per afogar les llunes dels miralls.
- Amalgama d'or. El mercuri té tan gran afinitat per l'or amb què combina fàcilment i produeix una amalgama blanca, tova, brillant que pot cristal·litzar quan té el mercuri en excés. Serveix comunament per daurar el coure, el llautó i també la plata.
- Amalgama de plata. Està formada de vuit parts de mercuri i una part de plata. És emprada per platejar el coure, el llautó i el bronze.

## Amalgames conegudes

### Amalgama dental
Els dentistes han usat aliatges de mercuri amb els metalls com la plata, el coure, l'indi, l'estany i el zenc. L'amalgama és un material versàtil i que restaura, és econòmic i relativament fàcil de manipular; roman tou durant un temps curt i pot omplir qualsevol volum irregular i aleshores forma un compost dur. L'amalgama dura molt més temps que altres materials que restauren com els composite fet de resines encara que la diferència ha minvat amb el continu desenvolupament de noves resines.

### Amalgames de potassi
Per als metalls alcalins, l'amalgamació és exotèrmica i es poden identificar diferents formes químiques, com KHg i KHg₂. KHg té color daurat mb un punt de fusió de 178 °C, i KHg₂ té color platejat amb un punt de fusió de 278 °C. Aquestes amalgames són molt sensibles a l'aire i l'aigua, però poden ser treballades sota nitrogen sec. La distància Hg-Hg és d'uns 300 picòmetres, en el cas de Hg-K és de 358 pm.
Les fases K₅Hg₇ i KHg11 també es coneixen; rubidi, estronci i bari són coneguts com a undecamercúrids i són isoestructurats. L'amalgama de sodi (NaHg₂) té una estructura diferent, amb els àtoms de mercuri formant capes hexagonals i els àtoms de sodi formant una cadena linear, però l'àtom de potassi és massa gros per una estructura hexagonal.

### Amalgama de sodi
L'amalgama de sodi la produeix el procés cloralcalí i es fa servir com un agent reductor important i en química inorgànica. Amb aigua es descompon en una solució d'hidròxid de sodi concentrada, la qual torna al procés cloroalcalí. Si en lloc d'aigua es fa reaccionar amb un alcohol anhidre es forma el corresponent alcòxid de sodi (en lloc de l'hidròxid).

### Amalgama d'amoni
Es va descobrir l'any 1808 per Humphry Davy i Jöns Jakob Berzelius.
És una massa esponjosa, tova i grisa que es descompon ràpidament a la temperatura d'una habitació o en contacte amb aigua o alcohol: 
{\displaystyle \mathrm {2\ H_{3}N{-}Hg{-}H\ {\xrightarrow {\Delta T}}\ 2\ NH_{3}+H_{2}+2\ Hg} }
És molt tòxica i perillosa pel medi ambient.

### Amalgama d'alumini
L'amalgama d'alumini es fa servir com a agent reductor. L'alumini pot formar una amalgama a través d'una reacció amb el mercuri. L'amalgama d'alumini es pot preparar molent grànuls o filferro d'alumini en mercuri, o permetent que el filferro o el full d'alumini reaccionin amb una solució de clorur de mercuri. Aquesta amalgama s'utilitza com a reactiu per reduir compostos, com la reducció d'imines a amines. L'alumini és el principal donant d'electrons i el mercuri serveix per mediar la transferència d'electrons.
La reacció en si i les deixalles que conté contenen mercuri, per la qual cosa calen precaucions de seguretat i mètodes d'eliminació especials. Com a alternativa més respectuosa amb el medi ambient, sovint es poden fer servir hidrurs o altres agents reductors per aconseguir el mateix resultat sintètic. Una altra alternativa respectuosa amb el medi ambient és un aliatge d'alumini i gal·li que, de manera similar, fa que l'alumini sigui més reactiu en evitar que formi una capa d'òxid.
A causa de la reactivitat de l'amalgama d'alumini, hi ha restriccions sobre l'ús i la manipulació del mercuri en proximitat amb l'alumini. En concret, en la majoria dels casos no es permet transportar grans quantitats de mercuri a bord dels avions a causa del risc que formi amalgama amb les peces d'alumini exposades de l'avió. Fins i tot el transport i l'embalatge de termòmetres i baròmetres que contenen mercuri estan molt restringits. Els vessaments accidentals de mercuri en aeronaus de vegades donen lloc a la cancel·lació d'assegurances.

### Amalgama de tal·li
L'amalgama de tal·li té un punt de solidificació de −58 °C, que és més baix que el del mercuri i, per tant, es fa servir per a termòmetres que operen a baixes temperatures.

### Amalgama d'estany
L'amalgama d'estany es va fer servir a mitjans del segle xix per donar capes de plata.

### Altres amalgames
Es coneixen una varietat d'amalgames d'interès principalment en el context de la recerca.
- L'amalgama d'amoni és una massa grisa, tova i esponjosa descoberta en 1808 per Humphry Davy i Jöns Jakob Berzelius. Es descompon fàcilment a temperatura ambient o en contacte amb aigua o alcohol:
{\displaystyle \mathrm {2\ H_{3}N{-}Hg{-}H\ {\xrightarrow {\Delta T}}\ 2\ NH_{3}+H_{2}+2\ Hg} }
- L'amalgama de tal·li té un punt de congelació de −58 °C, que és més baix que el del mercuri pur (−38,8 °C), per això ha trobat un ús en termòmetres de baixa temperatura.
- Or amalgama: or refinat, quan es mol finament i es posa en contacte amb mercuri on les superfícies dels dos metalls estan netes, s'amalgama fàcil i ràpidament per formar aliatges que van des de AuHg2 a Au8Hg.[8]
- El plom forma una amalgama quan les llimadures es barregen amb mercuri i també figura com un aliatge natural anomenat amalgama de plom a la classificació de níquel-Strunz.[9]

## Ús en la mineria
El mercuri s'ha fet servir en els processos de la mineria d'or i la de plata gràcies a la facilitat amb què el mercuri forma amalgames amb l'or i la plata. En el cas de la mineria d'or quan s'obté rentant els dipòsits de sorres o graves, el mercuri sovint es fa servir per separar l'or dels altres metalls pesants.
L'amalgamació amb mercuri va ser el primer procés utilitzat per als minerals de plata amb el desenvolupament del procés de patio a Mèxic el 1557. Hi havia també altres processos miners d'amalgamació per a minerals de plata, incloent el de la paella (pan amalgamation) i el procés de Washoe.

### Amalgama dental

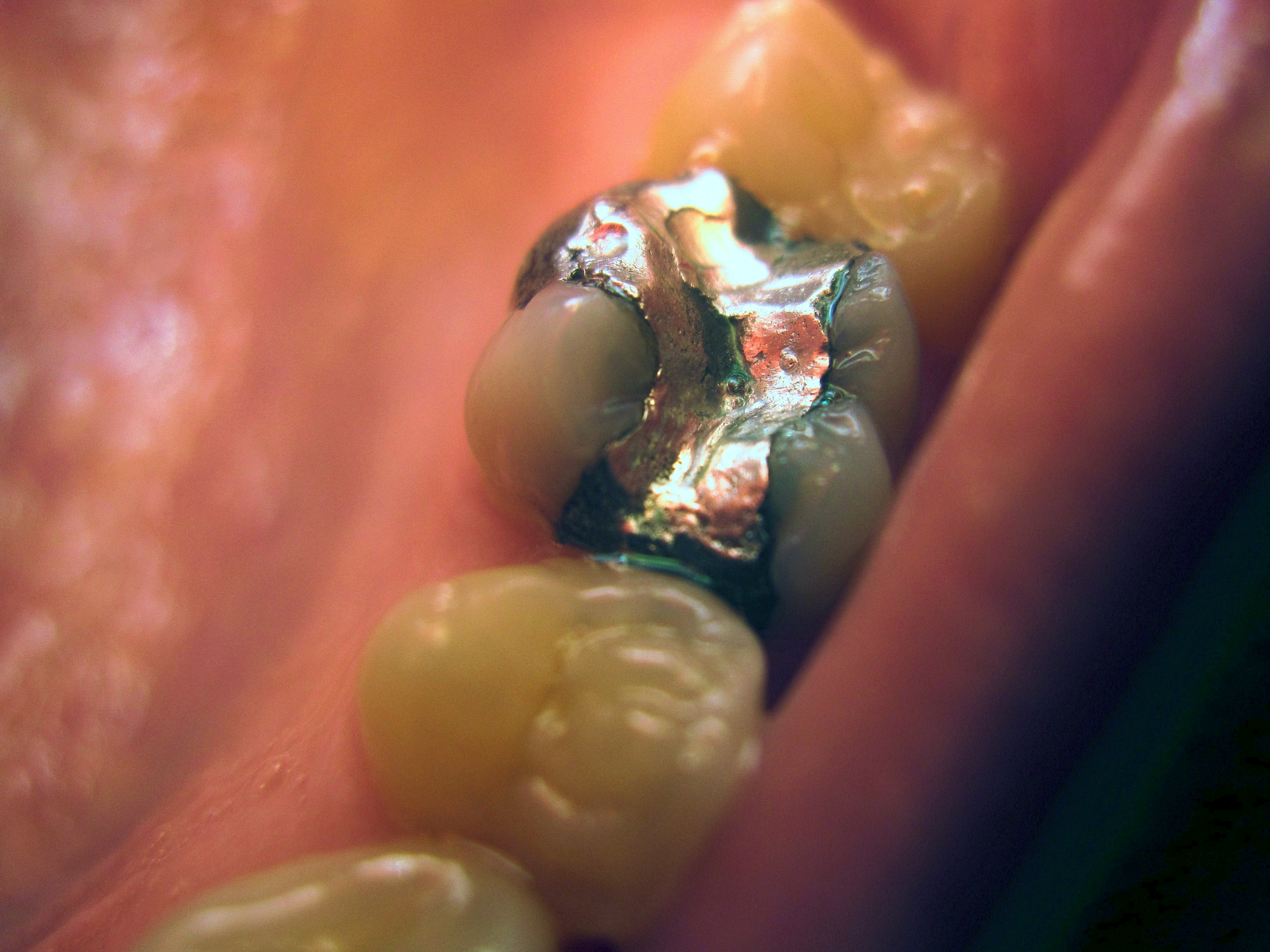
Un empastament dental d'amalgama

L'odontologia ha utilitzat aliatges de mercuri amb metalls com la plata, el coure, l'indi, l'estany i el zinc. L'amalgama és un "material de restauració excel·lent i versàtil" i s'utilitza en odontologia per diverses raons. És barata i relativament fàcil d'usar i manipular durant la col·locació; roman tova durant un curt període, per la qual cosa es pot empaquetar per omplir qualsevol volum irregular, i després forma un compost dur. L'amalgama posseeix una major longevitat en comparació amb altres materials de restauració directa, com el composite. No obstant això, aquesta diferència ha disminuït amb el desenvolupament continu de les resines compostes.
Les amalgames dentals modernes estan fetes de dos components: una pols d'un compost d'estany-plata (Ag3Sn) i (més del 50%) mercuri, el líquid. Durant la barreja (“trituració”), el mercuri entra en contacte amb les partícules de pols i les partícules comencen a dispersar-se. Així, s'obté una matriu de partícules de plata-mercuri i estany-mercuri, amb un farcit de les partícules de plata-estany no afectades.
Com que la barreja d'estany i mercuri, l'anomenada fase γ2, no té bones propietats físiques (es corroeix ràpidament, força limitada, ...), de vegades coure s'afegeix a la pols (o un aliatge de coure-estany-plata, o partícules de plata-coure afegides a les partícules de plata-estany). També s'intentarà pressionar fermament l'amalgama que s'ha col·locat en un forat a la dent, perquè s'elimini la quantitat més gran possible de mercuri superflu; això es diu "condensació".

### Amalgama d'or

#### Extracció d'or en la mineria
Aquest procés és efectiu quan l'or fi o farina d'or ("flour gold") no es podria extreure de la mena usant mètodes hidromecànics.
Grans quantitats de mercuri van ser utilitzats en la mineria del placer, on els dipòsits compostos en gran part de granit descompost en suspensió, es van separar en llargues "caixes de rifle", on el mercuri s'abocava al principi de les caixes. L'amalgama que es forma és una massa pesant sòlida de color gris mat. L'ús de mercuri que es feia servir en la mineria de placer (al·luvial) de Califòrnia al segle xix actualment és prohibit pels grans problemes de contaminació causats en ambients fluvials i els estuaris que encara continuen actualment i de vegades es troben encara trossos d'amalgames aigües avall del riu i el fons de rierols.

#### Extracció d'or en el processament de la mena

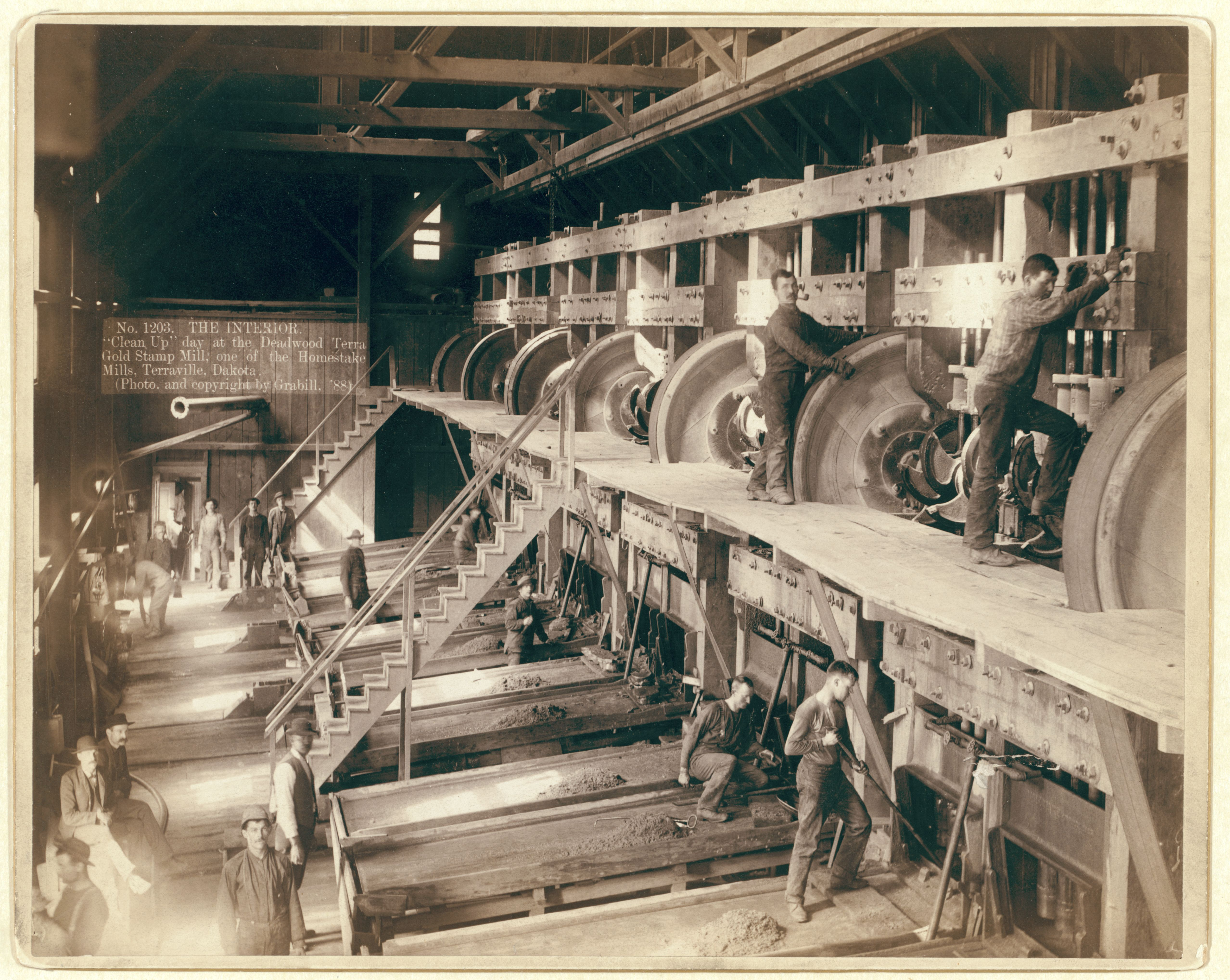
Interior del Deadwood Terra Gold

La mena triturada es renta sobre làmines de coure revestides de mercuri, on les partícules fines d'or d'on formen una amalgama amb el mercuri. L'amalgama es grata i llavors l'or se separa de l'amalgama per escalfament i evaporació del mercuri i aquest es recupera després per condensació amb un aparell condensador per tornar a utilitzar les plaques o làmines.
On es feia servir un molí per triturar les menes auríferes, una part del procés d'extracció implicava usar usar plaques de coure revestides de mercuri sobre les quals s'havien rentat aquestes menes triturades.

#### Extracció d'or (amb retorta)
L'amalgama obtinguda per qualsevol dels processos anteriors s'escalfava a continuació en una retorta de destil·lació, recuperant el mercuri per a la seva reutilització i separant-ne l'or. Atès que aquest procés deixa anar vapors de mercuri a l'atmosfera, el procés pot donar efectes adversos per a la salut i una contaminació de molta durada.
Actualment, l'amalgamació de mercuri, en els països desenvolupats, ha estat reemplaçada per altres mètodes per recuperar l'or i la plata de les seves menes. No obstant això, l'amalgamació de mercuri segueix sent utilitzat regularment pels petits miners d'or de plaer (sovint il·legalment) i en particular en els països en desenvolupament, com per exemples a l'Amazones del Brasil.

## Sondes d'amalgama

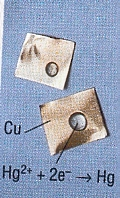
Sonda d'amalgama

Les sals de mercuri són molt més tòxiques que el mercuri metall l'amalgama de mercuri, ja que les sals de mercuri són solubles en aigua. La presència d'aquestes sals en l'aigua es pot detectar amb una sonda que fan servir la rapidesa amb la qual els ions de mercuri formen una amalgama amb el coure. S'aplica una solució d'àcid nítric sobre les sals sota investigació i els ions de mercuri presents formaran unes taques d'amalgama sobre una placa de coure. En canvi els ions de plata fan unes taques similars però que se'n van amb l'aigua fàcilment.
La reacció redox que es presenta quan el mercuri oxida el coure és:
Hg2+ + Cu → Hg + Cu2+